# Herb Botswany
Herb Botswany – jeden z oficjalnych symboli Botswany uchwalony 25 stycznia 1966.

## Opis
Na środku widoczna jest tarcza, obok której znajdują się dwie zebry. Kształt tarczy to tradycyjny kształt wschodnioafrykańskich tarczy. Na jej górze znajdują się trzy koła zębate, symbolizujące przemysł. Trzy fale symbolizują wodę i dewizę kraju, czyli pula (deszcz). Samo motto reprezentuje ważność wody dla kraju, a w herbie znajduje się na błękitnej wstędze pod tarczą. Na dole tarczy widoczna jest głowa byka, symbolizująca wagę wypasu bydła.